# Bill Emerson

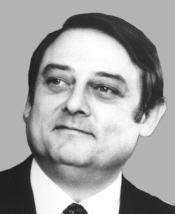
Bill Emerson

Norvell William „Bill“ Emerson (* 1. Januar 1938 in St. Louis, Missouri; † 22. Juni 1996 in Bethesda, Maryland) war ein US-amerikanischer Politiker. Zwischen 1981 und 1996 vertrat er den Bundesstaat Missouri im US-Repräsentantenhaus.

## Werdegang
Bill Emerson besuchte die öffentlichen Schulen in Hillsboro. Danach absolvierte er eine Lehre als Page bei der Kongressverwaltung in Washington. Im Jahr 1955 machte er seinen Abschluss an der United States Capitol Page School in der Bundeshauptstadt. Anschließend studierte er bis 1959 am Westminster College in Fulton. Daran schloss sich bis 1960 ein Jurastudium an der University of Missouri an. Im Jahr 1964 beendete er seine Ausbildung an der University of Baltimore.
Von 1964 bis 1992 gehörte Emerson der Reserve der United States Air Force an. Während seiner Studienzeit arbeitete er zwischen 1961 und 1965 außerdem im Stab des Kongressabgeordneten aus Robert Fred Ellsworth aus Kansas. Später gehörte er zum Stab von US-Senator Charles Mathias aus Maryland. In den 1970er Jahren war Emerson für verschiedene Unternehmen tätig, die mit der Regierung zusammenarbeiteten. Im Jahr 1979 gründete er seine eigene Beratungsfirma.
Politisch gehörte Emerson der Republikanischen Partei an. Bei den Kongresswahlen des Jahres 1980 wurde er im zehnten Wahlbezirk von Missouri in das US-Repräsentantenhaus in Washington, D.C. gewählt, wo er am 3. Januar 1981 die Nachfolge von Bill D. Burlison antrat. Nach sieben Wiederwahlen konnte er bis zu seinem Tod am 22. Juni 1996 im Kongress verbleiben. Nach der Auflösung seines Wahlbezirks vertrat er ab 1983 als Nachfolger von Wendell Bailey den achten Distrikt seines Staates. Er war zeitweise Mitglied im Geschäftsordnungsausschuss. Bill Emerson starb im Juni 1996 an Lungenkrebs. Nach seinem Tod wurde seine Frau Jo Ann zu seiner Nachfolgerin im Kongress gewählt. Diese übt ihr Mandat nach mehreren Wiederwahlen bis 2013 aus.